# Раївка (річка)
Раївка — річка в Україні, у Радомишльському районі Житомирської області. Права притока Білки (басейн Дніпра).

## Опис
Довжина річки приблизно 4,3 км.

## Розташування
Бере початок на північному заході від Борівки. Тече переважно на північний захід через село Раївку і впадає у річку Білку, праву притоку Тетерева.